# Ryan Giles
Ryan Giles, né le 26 janvier 2000 à Telford, est un footballeur anglais qui évolue au poste de milieu de terrain avec Hull City.

## Biographie

### Carrière en club
Issu de l'académie des Wolverhampton Wanderers — dont il fait partie des meilleurs éléments — il est prêté au club de sa ville natale en mars 2018, l'AFC Telford United qui évolue en National League North, entraîné par Rob Edwards, qui dirigera également Giles avec la reserve des Wolves la saison suivante. Il joue en tout neufs matchs avec le club de Telford, marquant deux buts pour sept passes décisives.
Giles fait ses débuts avec les Wolves le 26 janvier 2019, jour de son 19e anniversaire, lors d'un match nul de FA Cup chez Shrewsbury Town terminé sur le score de 2-2.
Giles est ensuite à nouveau prêté à plusieurs reprises, d'abord à Shrewsbury Town en League One, puis à Coventry City et Rotherham United en Championship.
Le 13 juillet 2021, il est prêté à Cardiff City.
Le 23 juin 2022, il est prêté à Middlesbrough.
Le 30 janvier 2024, il rejoint Hull City en prêt, permanemment en juin 2024.

### Carrière en sélection
Giles reçoit sa première convocation pour les moins de 20 ans anglais en août 2019, pour les matchs amicaux contre les  Pays-Bas et la Suisse le mois suivant. Il fait ainsi ses débuts le 5 septembre 2019, titularisé lors d'un match nul et vierge contre les Néerlandais.